# Afanasij Szylin
Afanasij Pietrowicz Szylin (ros. Афанасий Петро́вич Шилин, ur. 1 września 1924 we wsi Pietropawłowka w obwodzie saratowskim, zm. 22 maja 1982 w Moskwie) – radziecki generał porucznik, dwukrotny Bohater Związku Radzieckiego (1944 i 1945).

## Życiorys
Skończył szkołę średnią, później pracował w Zagłębiu Kuźnieckim, w sierpniu 1942 został powołany do Armii Czerwonej, w 1943 ukończył szkołę artylerii w Tomsku. Od 1944 należał do WKP(b), od czerwca 1943 do stycznia 1945 uczestniczył w wojnie z Niemcami na Froncie Południowo-Zachodnim, 3 Ukraińskim i 1 Białoruskim, brał udział w wyzwalaniu Ukrainy, Mołdawii i zajmowaniu Polski. We wrześniu 1943 jako dowódca plutonu w pułku artylerii 60 Dywizji Piechoty Gwardii 12 Armii 3 Frontu Ukraińskiego uczestniczył w forsowaniu Dniepru, w styczniu 1945 jako szef wywiadu dywizjonu artylerii 132 pułku artylerii gwardii 60 Dywizji Piechoty Gwardii 5 Armii Uderzeniowej 1 Frontu Białoruskiego w stopniu starszego porucznika brał udział w operacji wiślańsko-odrzańskiej, m.in. przełamaniu obrony przeciwnika na przyczółku magnuszewskim. 15 stycznia 1945 został ciężko ranny w walce. W 1946 ukończył wyższą oficerską szkołę artylerii, w 1952 Akademię Wojskową im. Dzierżyńskiego, a w 1966 Wojskową Akademię Sztabu Generalnego, w 1960 został dowódcą brygady rakietowej Wojsk Rakietowych Strategicznego Przeznaczenia ZSRR. W maju 1961 został dowódcą dywizji rakietowej, później zastępcą dowódcy korpusu rakietowego, 1970-1976 był I zastępcą dowódcy 27 Witebskiej Armii Rakietowej Gwardii, w 1975 otrzymał stopień generała porucznika. W Lenińsku Kuźnieckim ustawiono jego popiersie z brązu.

## Odznaczenia
- Złota Gwiazda Bohatera Związku Radzieckiego (dwukrotnie – 22 lutego 1944 i 24 marca 1945)
- Order Lenina
- Order Czerwonego Sztandaru (1943)
- Order Wojny Ojczyźnianej II klasy (1943)
- Order Czerwonego Sztandaru Pracy (1969)
- Order „Za służbę Ojczyźnie w Siłach Zbrojnych ZSRR” III klasy (1977)
- Medal „Za zasługi bojowe” (1952)
- Medal „Za nienaganną służbę” I klasy (1962)
- Medal Za Nienaganną Służbę II klasy (1957)
- Medal „Za odwagę w pożarze” (1972)

I inne.